# 升力係數
升力係數（英語：Lift coefficent，{\displaystyle C_{\mathrm {L} }}、{\displaystyle C_{\mathrm {N} }}或{\displaystyle C_{\mathrm {Z} }}）是一個把舉升體對附近流體密度所產生的升力、流體速度和相關參考面積聯繫起來的無量綱係數。舉升體可以是翼又或整個帶翼的固定翼飛行器。{\displaystyle C_{\mathrm {L} }}是物體與流之間的角度、雷諾數和馬赫數的函數。而截面升力係數（翼型升力係數；Section lift coefficient）{\displaystyle c_{\mathrm {l} }}涉及參考面積則由翼弦所取代。

## 定義
升力係數CL的定義如下：
{\displaystyle C_{\mathrm {L} }\equiv {\frac {L}{q\,S}}={\frac {L}{{\frac {1}{2}}\rho u^{2}\,S}}={\frac {2L}{\rho u^{2}S}}} ,
其中
{\displaystyle L\,} 為升力，{\displaystyle S\,}為相關表面積，而{\displaystyle q\,}則為流體動壓，又與流體密度{\displaystyle \rho \,}和流速 {\displaystyle u\,}相關。因為參考表面是可以隨意選的，所以應該列明所選擇的參考表面。例如，圓柱形剖面（翼型在翼展方向的三維擠壓）的方向通常是翼展方向，但在空氣動力學和薄翼展理論中表面產生的第二軸一般是取翼弦方向的：
{\displaystyle S_{aer}\equiv c\,s}。
得一係數：
{\displaystyle C_{\mathrm {L} ,\,aer}\equiv {\frac {L}{q\,c\,s}},}
而對於厚翼型和海洋動力學來，第二軸有時會取厚度方向：
{\displaystyle S_{mar}=t\,s}
故得出不同的係數：
{\displaystyle C_{\mathrm {L} ,\,mar}\equiv {\frac {L}{q\,t\,s}}}
兩係數間的比值為厚度比值：
{\displaystyle C_{\mathrm {L} ,\,mar}\equiv {\frac {c}{t}}C_{\mathrm {L} ,\,aer}}
得出升力係數的方法有升力線理論估算、數值方法計算和在完整飛機配置下用風洞測量。

## 翼型升力係數

展示有弧度翼型的翼型升力係數對攻角的典型曲線圖像。

升力係數可用作翼型的某種形狀或橫切面的特徵。在這個應用中的升力係數叫翼型升力係數 {\displaystyle c_{\text{l}}}。展示出某翼型升力與攻角之間的關係是很常見的。展示出阻力係數和翼型升力係數之間的關係也是有用的。
翼型升力係數是基於流過具無限翼展和不變橫切面的翼的二維流，因此升力與翼展效應無關，定義中翼型升力係數係數以{\displaystyle l}表示，即單位翼展長度的升力。新定義如下：
{\displaystyle c_{\text{l}}={\frac {l}{q\,L}},}
其中L為應該列明的參考長度：在空氣動力學和翼型理論中一般選翼弦{\displaystyle c\,}，而在海洋動力學和對象是支柱時則一般選厚度{\displaystyle t\,}。注意這個與阻力係數是直接相關的，因為翼弦可被詮釋成“每單位翼展的面積”cl。
對某攻角而言，可以用薄翼型理論估算、數值計算或用有限長度和用風洞判定帶有減三維效應設計終板的測試件來得出cl。cl對攻角的圖像展示出所有翼型的一些通用形狀，但某些數字會有所不同。它們展示出增加攻角會對升力係數帶來幾乎線性的增長，而這條直線的斜率又被稱為升力斜率。對任何形狀的薄翼型而言，其每度攻角的升翼斜率為π2/90 ≃ 0.11。在較高的度數是會到達一個最大值，攻角比最大值大時升力係數會下降。這個到達最大升力係數在攻角等於翼型的失速角時發生，典型翼型的失速角約為10至15度。
對稱翼型必需擁有沿cl軸對稱的cl對攻角圖像，但對任何正弧度的翼型而言，即不對稱、上方凸面，在攻角小於零時還是會有微小但帶正值的升力係數。也就是說，當cl = 0時攻角為負。在這樣的翼型上零攻角時上方的壓力比下方的壓力低。

## 另見
- 升阻比
- 阻力係數